# Safari (браузър)
Safari (транскрипция: Сафари) е уеб браузър, разработен от Apple Inc. и включен в нейните операционни системи Mac OS X и iPhone OS. Първата публична бета-версия е пусната на 7 януари 2003 г. за операционната система Mac OS X на Apple. Тя започва да се предлага, като стандартен браузър, в пакета от програми на Mac OS X след версия 10.3 („Panther“) и заменя преди това използвания Internet Explorer за Mac. Safari също е вграден браузър и в iOS. От 11 юни 2007 г. се предлага и за Windows XP, Windows Vista и Windows 7.

## Отличителни особености
Safari се базира на ядрото с отворен код WebKit. Според създателите на Safari, това е най-бързият браузър, който съществува. Safari 3 поддържа всички съвременни уеб стандарти, в това число HTML, CSS, JavaScript, SVG и Java. Функцията SnapBack позволява с едно щракване на мишката да се върнете към първоначалната страница, а специални функции позволяват да се работи без кеш, cookies и да не се оставят следи от сърфирането в Мрежата. Новият браузър се характеризира с удобна система за работа с отметки, поддръжка на четене на RSS новини и интуитивен потребителски интерфейс. Освен това се блокират изскачащите прозорци, има табове и средство за автоматично попълване на формуляри.

## Safari 3
Safari 3.0 излиза на 11 юни 2007 г. като бета-версия, на конференцията за разработка на софтуер WWDC и е развита първоначално за Windows XP и Vista, но може да се стартира и под Windows 2000. Версията за Windows е изтеглена повече от един милион пъти в продължение на 48 часа (според данни на фирмата). На 14 юни се появява версията 3.0.1, в която са отстранени различни проблеми със сигурността. На 22 юни се подобрява сигурността с версията 3.0.2. На 1 август е пусната версията 3.0.3, която е по-стабилна и с по-добра съвместимост. Във финалната версия на Mac OS X 10.5 се съдържа версията 3.0.4, която се предлага за сваляне като бета-версия за Windows.
На 18 март 2008 г. излезе версията 3.1 за Mac OS и Windows. С тази версия завърши бета-стадия на развитие за Windows. При тази версия разполага Safari с най-новите уеб стандарти, като CSS3. С помощта на CSS3 се позволява интегрирането на уеб-шрифтове в един уебсайт Чрез това се предоставят много повече възможности на уеб-дизайнерите, тъй като не е повече необходимо шрифтовете да се инсталират върху „client system“, а могат да се съхранят върху сървъра. Освен това разполага CSS3 с „colour management“, чрез който на снимки в Интернет може да им се даде цветен профил.

## Safari 4
На 24 февруари 2009 г. излиза бета-версия 4. Safari 4, според Apple, е четири пъти по-бърза от предишната версия. Някои новости: Cover Flow за посетените уеб-страници, функцията TopSite, която показва най-посещаваните страници и една търсачка. Благодарение на новия Nitro-Engine JavaScript се изпълняват по-бързо.